# Robert Power
Robert Power (Perth, 11 mei 1995) is een voormalig Australisch wielrenner. In 2014 won hij het eindklassement van de UCI Oceania Tour. Zijn broer Leon is professioneel rugby union-speler.

## Overwinningen
2013
3e etappe Ronde van Lunigiana
Trofeo Buffoni
2014
Oceanisch kampioen op de weg, Beloften
Eindklassement UCI Oceania Tour
GP di Poggiana
GP Capodarco
2015
Jongerenklassement Herald Sun Tour
Proloog Ronde van de Aostavallei
Eindklassement Ronde van de Aostavallei
2018
Prueba Villafranca de Ordizia
Japan Cup

## Resultaten in voornaamste wedstrijden
| Jaar | Ronde van Italië | Ronde van Frankrijk | Ronde van Spanje |
| ---- | ---------------- | ------------------- | ---------------- |
| 2016 |                  |                     |                  |
| 2017 |                  |                     |                  |
| 2018 |                  |                     |                  |
| 2019 | opgave           |                     | 92e              |
| 2020 |                  |                     | 37e              |
| 2021 |                  |                     |                  |

| Jaar | Amstel Gold Race | Luik-Bast.‑Luik | Ronde van Lombardije | Waalse Pijl | Parijs-Tours | Strade Bianche |  | WK op de weg |  | Wereldranglijsten |
| ---- | ---------------- | --------------- | -------------------- | ----------- | ------------ | -------------- |  | ------------ |  | ----------------- |
| 2016 |                  |                 | opgave               |             | 89e          |                |  |              |  |                   |
| 2017 |                  |                 |                      |             |              |                |  |              |  |                   |
| 2018 |                  |                 | 78e                  | 51e         |              | 6e             |  | 70e          |  | 161e (UWT)        |
| 2019 |                  | opgave          | opgave               |             |              | 32e            |  |              |  |                   |
| 2020 |                  | 43e             |                      | 51e         |              |                |  |              |  |                   |
| 2021 | 122e             | 57e             |                      | 90e         |              | 12e            |  |              |  |                   |

## Ploegen
- 2016 –  Orica-BikeExchange[1]
- 2017 –  Orica-Scott
- 2018 –  Mitchelton-Scott
- 2019 –  Team Sunweb
- 2020 –  Team Sunweb
- 2021 –  Team Qhubeka-ASSOS

Albasini · Bewley · Chaves · Cheung · Cort · Docker · Durbridge · Edmondson · Ewan · Gerrans · Haig · Hayman · Hepburn · Howson · Impey · Juul-Jensen · Keukeleire · Matthews · Meier · Mezgec · Plaza · Power · Tuft · Txurruka · Verona · A.Yates · S.Yates · Schultz (stagiair)
Albasini · Bewley · Chaves · Cheung · Cort · Docker · Durbridge · Edmondson · Ewan · Gerrans · Haig · Hayman · Hepburn · Howson · Impey · Juul-Jensen · Keukeleire · Kluge · Kreuziger · Mezgec · Plaza · Power · Tuft · Verona · A. Yates · S. Yates
Albasini · Bauer · Bewley · Chaves · Durbridge · Edmondson · Ewan · Haig · Hamilton · Hayman · Hepburn · Howson · Impey · Juul-Jensen · Kluge · Kreuziger · Meyer · Mezgec · Nieve · Power · Trentin  · Tuft · Verona · A. Yates · S. Yates
Arndt · Bakelants ·  Bol · Curvers · Dumoulin · Fröhlinger · Haga · Hamilton · Hindley · Hirschi · Kämna · Kanter · Kelderman · A. Kragh Andersen · S. Kragh Andersen · Matthews · Nieuwenhuis · Oomen · Pedersen · Power · Roche · Storer · Stork · Tusveld · Vervaeke · Walscheid · Eekhoff (stagiair) · Kooistra (stagiair) · Salmon (stagiair)
Arensman (vanaf 1 juli) · Arndt · Benoot · Bol · Dainese · Denz · Donovan · Eekhoff · Gall · Haga · Hamilton · Hindley · Hirschi · Kanter · Kelderman · A. Kragh Andersen · S. Kragh Andersen · Matthews · Nieuwenhuis · Oomen · Pedersen · Power · Roche · Salmon · Storer · Stork · Sütterlin · Tusveld · Van Wilder · Vermaerke (stagiair)
Armée · Aru · Barbero · Bennett · Brown · Campenaerts · Claeys · Clarke · Dlamini · Frankiny · Gogl · Hansen · Henao · Janse van Rensburg · Lindeman · Nizzolo  · Pelucchi · Power · Pozzovivo · Schmid · Stokbro · Sunderland · Tanfield · Vacek · Vinjebo · Walscheid · Wiśniowski